# カボング県

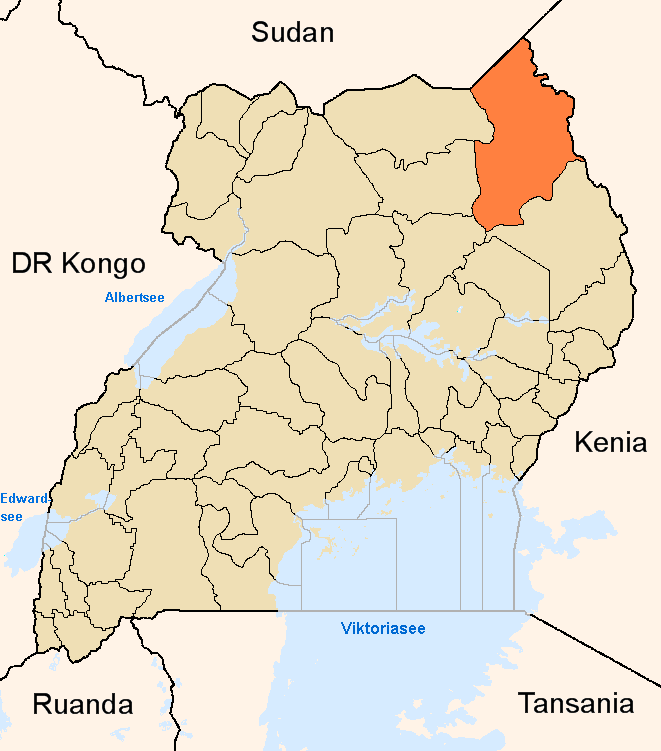
2001年から2005年のコティド県、北部がカボング県

カボング県 (カボングけん、Kaabong District) はウガンダ北東部カラモジャ地方北部の県。2005年7月1日にコティド県の北部のドドス郡が分割され設置された。カボングを含め9つの副郡が置かれている。2002年の国勢調査人口は 379,775 人。主な住民はカラモジョン系のドドスで、東部の山岳部にはイク族が住む。北部はキデポ渓谷国立公園に指定されている。知事に相当する第5地域議会 (LC5) 議長はサム・ロケリス。

## 隣接する県
南東にモロト県、西にアチョリ地方キトゥグム県、北に南スーダンの東エクアトリア州、東にケニアのトゥルカナ (カウンティ)と接する。